# Архитекти (албум)
Архитекти је ЕП издање истоимене српске хип хоп групе коју чине Блоковски, Маузер и Куер. Објављен је 17. маја 2007. године на компакт-диск формату и за дигитално преузимање, под окриљем хипхоп издавачке куће Царски рез.
ЕП садржи једанаест песама, а гости на њему били су Министар Лингвиста, Shan-Gai, Roycter, Валар и HighDuke. Песме Мрзим и Улични песник привукли су пажњу шире јавности. Микс пројекта одрадио је Бојан Драгојевић.

## Песме
| Бр. | Назив песме      | Гости              | Трајање |
| --- | ---------------- | ------------------ | ------- |
| 1.  | Архитекти        |                    | 03:14   |
| 2.  | Еквилибријум     |                    | 02:37   |
| 3.  | Тек тако         | Министар Лингвиста | 04:47   |
| 4.  | Улични песник    |                    | 02:57   |
| 5.  | Мрзим            | (гитара)           | 04:08   |
| 6.  | Унија пресека    | Валар              | 02:56   |
| 7.  | Пензија          |                    | 03:24   |
| 8.  | Изађи напоље     |                    | 02:41   |
| 9.  | Пијана супернова |                    | 04:50   |
| 10. | И даље           |                    | 02:48   |
| 11. | Виши ниво        |                    | 03:10   |